# 시에미아노비체실롱스키에

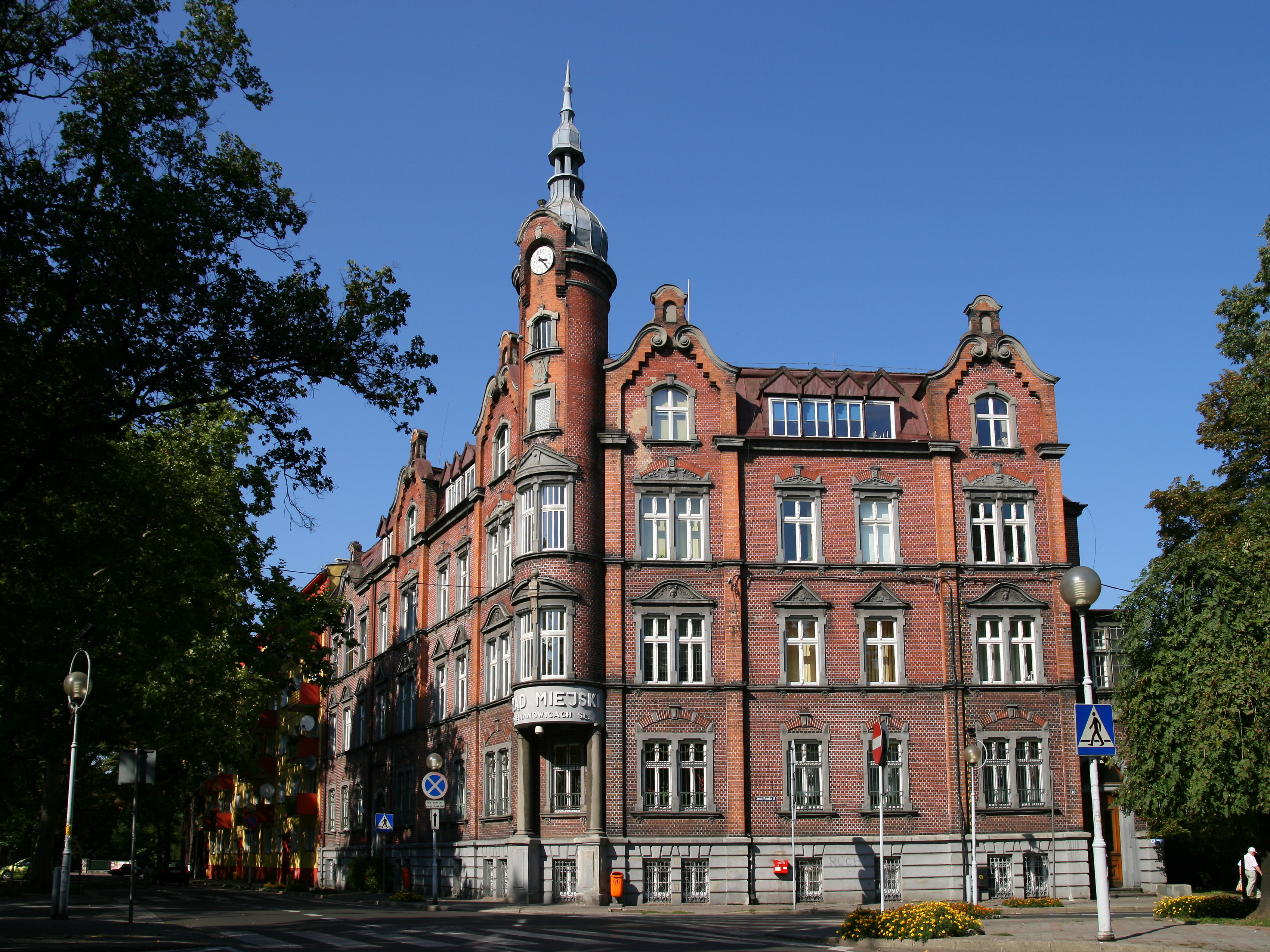
시에미아노비체실롱스키에 시청

시에미아노비체실롱스키에(폴란드어: Siemianowice Śląskie, 독일어: Siemianowitz-Laurahütte)는 폴란드 남부 실롱스크주에 위치한 도시로, 면적은 25.5km2, 인구는 71,621명(2008년 기준), 인구 밀도는 2,800명/km2이다.

시기
시 문장

## 자매 도시
- 독일 쾨텐
- 프랑스 우아트를로
- 체코 야블룬코프
- 헝가리 모하치
- 루마니아 큼피아투르지